# Новая Ханинеевка
Новая Ханинеевка — село в Барышском районе Ульяновской области. Входит в состав Измайловского городского поселения.

## География
Населённый пункт расположен на реке Явлейке в 13 километрах к востоку от города Барыш — административного центра района. Расстояние до Ульяновска — 106 километров.

### Часовой пояс
Новая Ханинеевка, как и вся Ульяновская область, находится в часовой зоне МСК+1. Смещение применяемого времени относительно UTC составляет +4:00.

## История
Село основано в конце XVII века, так как упоминается, в 1702 году «в деревне Хоненеевка вновь построена Г. С. Хоненеевым церковь во имя Святителя Николая Чудотворца…».
С 1780 года, «деревня Хонеевка (ныне Старая Ханинеевка), а жители в ней числятся по ревизии в селе Никольском Хоненеве (ныне Новая Ханинеевка), при той же речке (Дивлейке)», из Симбирского уезда вошла в состав Канадейского уезда Симбирского наместничества. С 1796 года — в Карсунском уезде Симбирской губернии.
В 1803 году был построен деревянный храм, он освящён во имя Николая Чудотворца, Святых и Праведных Захария и Елизаветы.
В 1843 году помещица Елизавета Александровна Похвиснева перевела крестьян из своих имений в Симбирской губернии Карсунского уезда: села Николаевского Хоненево тож (67 м.п.) и сельца Старой Хоненевки (18 м.п.) в Самарский уезд деревню Малую Липовку (деревня Хленевка).
В 1859 году деревня Хонеевка, на коммерческом тракте из г. Симбирска в г. Пензу, входила в состав 1-го стана Карсунского уезда Симбирской губернии.
В 1861 году. при делении уездов на волости, село Николаевское (Хоненевка тож), вошло в Водарацкую волость и стала именоваться — Новая Хоненеевка, а деревня Хонеевка — Старой Хоненеевкой.
В 1886 году была открыта земская школа.                                                                                                                                                                                                                                     
В 1890—1897 г.г., вместо сгоревшего, существовавшего с 1803 г. по 1883 г., прихожанами был построен каменный Храм. Престол в нём — во имя Святителя и Чудотворца Николая. Близ храма был каменный молитвенный дом, в котором совершалось Богослужение в зимнее время. В 1937 году церковь закрыли. В 1990 году были начаты работы по восстановлению храма. В 1991 году состоялось первое богослужение. В 1993 году были закончены все ремонтные и художественные работы.
До 2005 года входило в состав ныне упразднённого Водорацкого сельсовета.
10 апреля 2015 года, на Великую Пятницу, в с. Новая Ханинеевка, в Обитель Святителя Николая, приехал губернатор Ульяновской области Морозов Сергей Иванович. Встречали его епископ Барышский и Инзенский Филарет, старшая сестра хозяйка Иоанна, монахини и послушники подворья, сельчане, паломники. На Страстной Седмице в канун Пасхи Христовой сюда из Москвы привезли пасхальные подарки: колокола. Один из колоколов посвящён Президенту России, и на самом колоколе мастера сделали надпись: «На молитвенную память о Владимире Путине Президенте России».

## Население
| 2010 |
| ---- |
| 148  |

В 1780 году — 183 ревизских душ.
В 1859 году в деревне в 15 дворах жило 165 человек.
В 1900 году — в 83 дворах жило 286 м и 281 ж.;
Согласно статистическим данным, в 1913 году в селе было 110 дворов, проживало 700 жителей. Население в 1996 году — 688 человек.

## Инфраструктура
Село разделено на шесть улиц: Верхняя, Заречная, Кустарная, Молодёжная, Нижняя, Центральная.

## Достопримечательности
- Храм Николая Чудотворца (Церковь Николая Чудотворца (православный приходской храм)) 1890—1897 гг, — включена в реестр памятников истории и культуры, как памятник регионального значения Решением исполкома Ульяновского областного Совета народных депутатов от 12.02.1990 г. № 79[14][15][16][17][18][19][20].

- Церковь в Новой Ханинеевке.
- Церковь Николая Чудотворца.
- Храм в Ханинеевке.